# 日本のサッカー大会一覧
このリストは日本におけるサッカーの大会の一覧である。
- 関連
  - Category:日本のサッカー大会
  - 日本のサッカー
  - Category:日本のサッカー (地域別)
- 各年における日本のサッカー
  - Category:各年の日本のサッカー
- 日本で開催される国際大会
  - 日本開催の国際サッカー大会

## 第1種

### 一般大会
- 天皇杯 JFA 全日本サッカー選手権大会
  - 都道府県選手権大会
- スーパーカップ：富士フイルム スーパーカップ（前 富士ゼロックス・スーパーカップ）
- 【日本プロサッカーリーグ】（Jリーグ）
  - Jリーグカップ：JリーグYBCルヴァンカップ（前 Jリーグヤマザキナビスコカップ）
  - J1リーグ
    - J1昇格プレーオフ

  - J2リーグ
    - J2昇格プレーオフ

  - J3リーグ
    - J3・JFL入れ替え戦

  - Jエリートリーグ : 前 Jサテライトリーグ、Jリーグ育成マッチデー

- 日本フットボールリーグ（JFL）
  - JFL・地域入れ替え戦
- 全国地域サッカーチャンピオンズリーグ：前 全国地域サッカーリーグ決勝大会、全国地域リーグ決勝大会
- 全国社会人サッカー選手権大会
- 【地域リーグ】
  - 北海道サッカーリーグ
    - 北海道サッカーリーグ ブロックリーグ決勝大会

  - 東北社会人サッカーリーグ
  - 関東サッカーリーグ
    - KSL市原カップ
    - 関東社会人サッカー大会

  - 北信越フットボールリーグ
    - 北信越チャレンジリーグ

  - 東海サッカーリーグ
    - 東海社会人サッカートーナメント大会

  - 関西サッカーリーグ
    - KSLカップ
    - 関西府県サッカーリーグ決勝大会

  - 中国サッカーリーグ
    - 中国地域県サッカーリーグ決勝大会

  - 四国サッカーリーグ
    - 四国サッカーリーグ チャレンジチーム代表決定戦

  - 九州サッカーリーグ
    - 九州各県サッカーリーグ決勝大会
- 全国クラブチームサッカー選手権大会
- 【都道府県リーグ】
  - 北海道（札幌／道央・道北／道南／道東）
  - 北東北（青森県／岩手県／秋田県）
  - 南東北（宮城県／山形県／福島県）
  - 関東（茨城県／栃木県／群馬県／埼玉県／千葉県／東京都／神奈川県／山梨県）
  - 北信越（新潟県／長野県／富山県／石川県／福井県）
  - 東海（静岡県／愛知県／岐阜県／三重県）
  - 関西（滋賀県／京都府／大阪府／兵庫県／奈良県／和歌山県）
  - 中国（鳥取県／島根県／岡山県／広島県／山口県）
  - 四国（香川県／徳島県／愛媛県／高知県）
  - 九州（福岡県／佐賀県／長崎県／熊本県／大分県／宮崎県／鹿児島県／沖縄県）
- 国民体育大会：国体サッカー競技・成年男子(一般・教員)の部
- 全国自治体職員サッカー選手権大会
- 全国自衛隊サッカー大会
- 日本スポーツマスターズ (サッカー競技会)
- 全国高等専門学校サッカー選手権大会：全国高等専門学校体育大会サッカー競技の部
- 全国専門学校サッカー選手権大会：2012年から全国専門学校総合体育大会サッカー競技の部

#### 現在開催されていない大会
- Jリーグのプレーオフ大会関係
  - Jリーグチャンピオンシップ
  - J1参入決定戦
  - J1・J2入れ替え戦
  - J1参入プレーオフ
  - J2・J3入れ替え戦
- 日本サッカーリーグ
- JSLカップ
- コニカカップ
- Jリーグオールスターサッカー
- ジャパンフットボールリーグ（旧 JFL）
- サンワバンクカップ
- 九州チャレンジャーズリーグ
- 東海チャンピオンシップ
- JOMO CUP
- JOMO CUP Jリーグドリームマッチ
- 東日本大震災復興支援 Jリーグスペシャルマッチ
- 日本プロサッカー選手会チャリティーサッカー
- 東北地方太平洋沖地震復興支援チャリティーマッチ がんばろうニッポン!

### 大学大会
- 全日本大学サッカー選手権大会（インターカレッジ）
- 総理大臣杯全日本大学サッカートーナメント
  - 『アミノバイタルカップ』関東大学サッカートーナメント大会（前 関東大学サッカー選手権大会）
  - 関西学生サッカー選手権大会：総理大臣杯関西予選
- 【全国地域大学リーグ】
  - 北海道学生サッカーリーグ - 北海道学生サッカー連盟
  - 東北大学サッカーリーグ - 東北大学サッカー連盟
  - 関東大学サッカーリーグ
    - 関東大学サッカー大会：関東大学参入戦
      - 北関東大学サッカーリーグ：北関東大学サッカー選手権大会
        - 茨城県大学サッカーリーグ
        - 栃木県大学サッカーリーグ
        - 群馬県大学サッカーリーグ

      - 千葉県大学サッカーリーグ
      - 埼玉県大学サッカーリーグ
      - 東京都大学サッカーリーグ：山梨県のチームも参加
      - 神奈川県大学サッカーリーグ

  - 東海大学サッカーリーグ - 東海学生サッカー連盟
  - 北信越大学サッカーリーグ - 北信越大学サッカー連盟
  - 関西学生サッカーリーグ／関西学生サッカー春季リーグ
  - 中国大学サッカーリーグ - 中国大学サッカー連盟
  - 四国大学サッカーリーグ - 四国大学サッカー連盟
  - 九州大学サッカーリーグ - 九州大学サッカー連盟
- デンソーカップチャレンジサッカー / DENSO CUP SOCCER
- インディペンデンス・リーグ

#### 大学生チームの社会人大会参加
- 大学のサッカーチームは上記各大会、並びに各地で毎年春秋の2シーズンに渡って行われる地域大学リーグによる大学対抗戦の大会に出場するというのが一般的であるが、社会人チームが出場する大会にも大学生チームが参加する事例もあり、JFLリーグではこれまでに国士舘大学、静岡産業大学、流通経済大学の3チームが出場している。（国士舘は撤退、静産大は成績上は降格しているが東海社会人サッカーリーグには現在参加せず）
- これらのチームは日程的にも重複することの多い大学対抗戦のチームとは別にJFLリーグ用のチームを編成して試合に臨むようにしている。
- また、地域リーグ、都道府県リーグのレベルでも大学生のサテライト（2軍）組織的なチーム、あるいは正式な部活動としてではなく、同好会として活動するチーム（例・大隅NIFS ユナイテッドFC、体大蹴鞠団（現・佐川急便大阪）など）が参戦する事例もある。

## 第2種

### 全国大会
- 【高円宮杯 JFA U-18サッカーリーグ】
  - 高円宮杯 JFA U-18サッカープレミアリーグ ファイナル
  - 高円宮杯 JFA U-18サッカープレミアリーグ プレーオフ
- 全国高校サッカー選手権大会
- 全国高等学校総合体育大会サッカー競技大会（インターハイ）
- 全国高等学校定時制通信制体育大会 サッカー大会
- 日本クラブユースサッカー選手権 (U-18)大会
- 国民スポーツ大会：国体サッカー競技・少年男子の部
- Jユースリーグ Jリーグユース選手権
- 石川県ユースサッカーフェスティバル
- Jリーグ U-17チャレンジカップ
- Jリーグ U-16チャレンジリーグ
- ミズノチャンピオンシップU-16 ルーキーリーグ

#### 現在開催されていない大会
- 高円宮杯全日本ユース(U-18)サッカー選手権大会

### 地方大会

#### 高円宮杯U-18サッカーリーグ
- 【高円宮杯 JFA U-18サッカーリーグ】
  - 高円宮杯 JFA U-18サッカープレミアリーグ
  - 高円宮杯 JFA U-18サッカープリンスリーグ
    - 高円宮杯 JFA U-18サッカープリンスリーグ北海道
    - 高円宮杯 JFA U-18サッカープリンスリーグ東北
    - 高円宮杯 JFA U-18サッカープリンスリーグ関東
    - 高円宮杯 JFA U-18サッカープリンスリーグ北信越
    - 高円宮杯 JFA U-18サッカープリンスリーグ東海
    - 高円宮杯 JFA U-18サッカープリンスリーグ関西
    - 高円宮杯 JFA U-18サッカープリンスリーグ中国
    - 高円宮杯 JFA U-18サッカープリンスリーグ四国
    - 高円宮杯 JFA U-18サッカープリンスリーグ九州

  - 【高円宮杯U-18サッカーリーグ 都道府県リーグ】

#### 高校選手権予選
- 全国高等学校サッカー選手権大会静岡県大会

#### 総体地方大会
- 関東高等学校サッカー大会
- 四国高等学校サッカー選手権大会

#### U-16 ルーキーリーグ
全国9地区
- 北海道ルーキーリーグ
- 東北 U-16 ルーキーリーグ
- 関東ルーキーリーグU-16
  - spolab rookie league
- 北信越ルーキーリーグ
- 東海ルーキーリーグ U-16
- 関西U-16 ~Groeien~
  - 登竜門 U-16 League
- LIGA NOVA
  - NOVA NEXT U-16 リーグ
- 四国ルーキーリーグ
- 球蹴男児U-16リーグ

## 第3種

### 全国大会
- 高円宮杯 JFA 全日本U-15サッカー選手権大会
- JFA 全日本U-15サッカー大会
- 全国中学校サッカー大会
- 日本クラブユースサッカー選手権(U-15)大会
- Jリーグ U-14
- Jリーグ U-13

### 地方大会
- 【高円宮杯U-15地域リーグ】
  - 北海道カブスリーグU-15
  - 東北U-15みちのくリーグ
  - 関東ユース (U-15)サッカーリーグ
  - 北信越ユース (U-15)サッカーリーグ
  - 東海地域リーグ (U-15)
  - 関西サッカーリーグ (U-15)サンライズリーグ
  - 高円宮杯U-15プログレスリーグ
  - 九州ユース（U-15)サッカーリーグ
- U-13地域サッカーリーグ

## 第4種
- JFA 全日本U-12サッカー選手権大会
- 全国少年少女草サッカー大会
- JA全農杯全国小学生選抜サッカー大会
- ダノンネーションズカップ in JAPAN：ダノンネーションズカップの日本予選
- U-12ジュニアサッカーワールドチャレンジ

## 女子
- 皇后杯 JFA 全日本女子サッカー選手権大会
- 【日本女子プロサッカーリーグ】（WEリーグ）
  - WEリーグカップ
- 【日本女子サッカーリーグ】（なでしこリーグ、L・リーグ）
  - なでしこリーグ1部
  - なでしこリーグ2部
  - なでしこリーグカップ
  - なでしこリーグオールスター
- 【地域リーグ】
  - 北海道女子サッカーリーグ
  - 東北女子サッカーリーグ - 東北サッカー協会
  - 関東女子サッカーリーグ
  - 北信越女子サッカーリーグ
  - 東海女子サッカーリーグ
  - 関西女子サッカーリーグ
  - 中国女子サッカーリーグ
  - 四国女子サッカーリーグ
  - 九州女子サッカーリーグ
- 【都道府県リーグ】
- 全日本大学女子サッカー選手権大会（インターカレッジ）
- 全国地域大学女子リーグ
- 国民スポーツ大会：国体サッカー競技・女子の部
- JFA U-18女子サッカーファイナルズ
- 全日本高等学校女子サッカー選手権大会
- 全国高等学校総合体育大会女子サッカー競技大会（インターハイ）
- 選抜高校女子サッカー大会
- JFA 全日本U-18女子サッカー選手権大会
- 日本クラブユース女子サッカー大会 (U-18) (XF CUP)
- 高円宮妃杯 JFA 全日本U-15女子サッカー選手権大会
- U-15なでしこアカデミーカップ
- 全国少年少女草サッカー大会
- Jヴィレッジなでしこカップ全国ガールズ8（U-12）
- JFA地域ガールズ･エイト(U-12)サッカー大会
- JFA 全日本O-30女子サッカー大会：30歳以上オープン大会
- JFA O-40女子サッカーオープン大会

### 現在開催されていない大会
- なでしこスーパーカップ
- L・リーグカップ
- JLSL東西対抗戦
- JLSLチャレンジリーグ

## シニア
- 日本スポーツマスターズ サッカー競技の部
- JFA 全日本O-60サッカー大会：60歳以上オープン大会
- JFA 全日本O-50サッカー大会：50歳以上オープン大会
- JFA 全日本O-40サッカー大会
- 全国健康福祉祭 サッカー競技の部：ねんりんピック

## 日本サッカー協会管轄外（社会人・学生大会）
- スポーツワン・サッカー大会（フットワン） - 草サッカー大会（株式会社スポーツワン 主催）
- 全国スポーツ祭典 - 新日本スポーツ連盟主催
- カレッジリーグ（株式会社カレッジリーグ主催）
- ニューバランスカップ（新春高校サッカー強化研修大会、裏選手権） - 高校サッカー大会
- ジャパンユーススーパーリーグ - 高校・ユースによるサッカー大会
- メニコンカップ（日本クラブユースサッカー東西対抗戦（U-15）） - 日本クラブユースサッカー連盟
- JCYインターシティ トリムカップ（U-15）EAST - 日本クラブユースサッカー連盟
- JCYインターシティ トリムカップ（U-15）WEST - 日本クラブユースサッカー連盟
- 日本クラブユースサッカー選手権 (U-18)Town Club CUP - 日本クラブユースサッカー連盟
- 全日本キンダーサッカー選手権 （U-6カテゴリー）

## 協賛ほか
- 全国選抜フットサル大会

## ビーチサッカー
- JFA 全日本ビーチサッカー大会
- Beach Soccer地域リーグチャンピオンシップ
- ビーチサッカーフェスティバル